# 李竞雄
李竞雄（1913年10月20日—1997年6月28日），男，江苏苏州人，中国遗传育种学家，中国农业科学院作物育种栽培研究所研究员，中国科学院院士（学部委员）。中国利用杂种优势理论选育玉米自交系间杂交种的开创者。

## 生平
1932年，李竞雄从苏州中学高中学业并考入浙江大学农学院。1936年，大学毕业。1936年，李竞雄留校担任助教，之后应聘前往武汉大学。1936至1938年任教于武汉大学。
1944年至1948年留学美国，先后获康乃尔大学硕士、博士学位。
1948年，李竞雄回国在清华大学农学院任农学系主任。
1958年“大跃进”中，不肯无原则拔高玉米高产指标，被作为“右倾保守”的“白旗”人物受到批判。
1980年当选中国科学院院士（学部委员）。
李竞雄与杨允奎、吴绍骙并称为中国玉米遗传育种事业的三大开拓者。